# Collema ryssoleum
Collema ryssoleum är en lavart som först beskrevs av Edward Tuckerman, och fick sitt nu gällande namn av A. Schneid. Collema ryssoleum ingår i släktet Collema och familjen Collemataceae.   Inga underarter finns listade i Catalogue of Life.